# O5

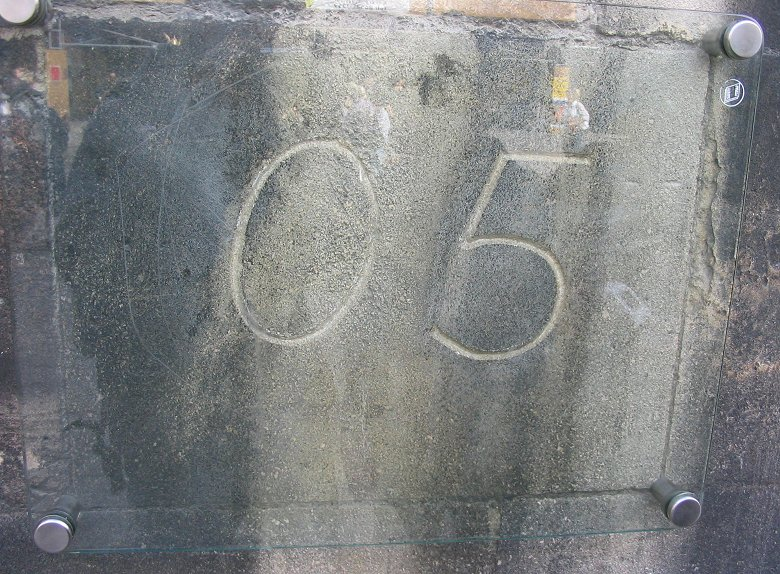
Zeichen der Widerstandsbewegung am Stephansdom

O5 ist das Kürzel der bekanntesten österreichischen Widerstandsgruppe gegen den Nationalsozialismus, die ab 1944 in Erscheinung getreten ist. Das Kürzel steht für die Buchstaben O und E für Österreich. Als eine Art „ideologische Überorganisation“ verschiedener Widerstandsgruppen stand ihr „Markenzeichen“ O5 über Parteigrenzen und Ideologien hinweg für den gemeinsamen Kampf für ein freies Österreich. Das O5-Zeichen am Wiener Stephansdom erinnert daran.

## Symbol des Widerstandes
Die Chiffre O5 wurde vom steirischen Medizinstudenten Jörg Untereiner erdacht. 5 steht darin für den fünften Buchstaben im Alphabet, E; zusammengesetzt bedeutet das Kürzel OE beziehungsweise Ö, eine Abkürzung für Österreich. 1944 wurde dieses Zeichen des Widerstands erstmals an mehreren Gebäuden, vor allem in Wien, Innsbruck und Südösterreich, angebracht. So ist am Wiener Stephansdom rechts neben dem Riesentor das heute denkmalgeschützte Zeichen O5 zu sehen. Ursprünglich war es in weißer Farbe aufgemalt; als es verblasste, wurde es durch die Eingravierung ersetzt.

## Entstehung und Vernetzung
Initiator der Gruppe war Hans (von) Becker, der ehemalige Propagandaleiter der Vaterländischen Front im Ständestaat. Sofort nach dem „Anschluss“ Österreichs im März 1938 an Hitlerdeutschland wurde er im KZ Dachau inhaftiert. Nach seiner Entlassung im Dezember 1940 begann er Kontakte zu verschiedenen Gegnern des NS-Regimes in Österreich und teilweise auch in Nachbarstaaten herzustellen. In der ersten Zeit dominierten in diesem Netzwerk bürgerlich-konservative Kräfte, es setzte sich zu einem wesentlichen Teil aus Söhnen großbürgerlicher Familien und Mitgliedern des ehemaligen Adels zusammen, wie beispielsweise Alfons Stillfried, Wilhelm Thurn und Taxis oder Nikolaus Maasburg. Ab 1944 wurden auch Kontakte zu Sozialdemokraten und Kommunisten geknüpft.
Schwerpunkte der Widerstandsbewegung waren Konspiration gegen das NS-Regime und politische Vernetzung, um im Moment der Befreiung vom Nationalsozialismus aktionsfähig zu sein.
O5 nahm eine ausgesprochen proösterreichische Position ein und stand damit im Kontrast zu jenen Gegnern des NS-Regimes, die auch nach dessen Niederschlagung den Anschluss Österreichs an Deutschland beibehalten wollten (Adolf Schärf berichtete später über einen geheimen Besuch deutscher Sozialdemokraten in Wien 1943, die überrascht waren, von ihm Der Anschluss ist tot zu hören).
Besondere Bedeutung erlangte die O5, da sie über Fritz Molden eine feste Verbindung mit den Westalliierten herstellen konnte. Der junge Wehrmachtssoldat Molden desertierte im Sommer 1944 zu italienischen Partisanen in der Resistenza und schlug sich dann in die Schweiz durch. Dort gewann er das Vertrauen von Allen Dulles, dem Leiter des amerikanischen Office of Strategic Services (OSS, amerikan. Geheimdienst) in Bern. Unterstützt wurde er in der Schweiz von den Exilösterreichern Kurt Grimm und Hans Thalberg als sogenannte Verbindungsstelle Schweiz, zu der auch Emanuel Treu gezählt wurde. Mit gefälschten Papieren pendelte Molden zwischen Wien, Innsbruck und der Schweiz, um Gespräche zu führen und Nachrichten zu übermitteln, und trug so zur Aktivierung der Widerstandszellen bei.
Aus strategischen Gründen stellte die O5 gegenüber den Alliierten die Größe und Stärke des österreichischen Widerstands übertrieben dar und firmierte als Zusammenfassung aller österreichischer Widerstandsgruppen. In einem Exposé an die Alliierten im März 1945 wurde gar eine Kampfstärke von 70.000 Mann behauptet. Während der Anteil kommunistischer Kräfte in der Widerstandsbewegung gegenüber dem amerikanischen Geheimdienst mit 10 Prozent als sehr gering angegeben wurde, wurde zeitgleich gegenüber kommunistischen Exilorganisationen die kommunistischen Kräfte als „weitaus die stärkste Gruppe“ in der O5 bezeichnet.

## Kooperationen
Die Bewegung kooperierte mit anderen Zellen des österreichischen Widerstands, vor allem mit einer von Major Carl Szokoll gebildeten militärischen Widerstandsgruppe im Wehrkreiskommando XVII und der Tiroler Widerstandsbewegung. Die Bezeichnung O5 beschrieb dabei eine zunächst eher unorganisierte Gruppe unter einem einheitlichen Namen. Dies lässt sich auch an den Schilderungen des Widerstandsmitglieds Johannes Eidlitz erkennen, der in der Endphase des Krieges mit Szokoll über eine Kooperation verhandelte:

„Er [Szokoll] war nur bereit, sich mit der O5 einzulassen, mit der O5 zu verhandeln. Wir fragten, ob er uns nicht sagen kann, was die O5 ist. Und er hat gesagt, dass die O5 die Widerstandsorganisation Österreichs ist. Wir hatten bisher geglaubt, dass wir das sind. […] Wir wussten, dass die nur die O5 haben wollten, wir fanden aber keine O5. Da haben wir ganz einfach gesagt: Wir sind die O5. Wir bilden jetzt einen Siebenerausschuss, der führt die O5.“

Im November 1944 schuf Becker mit seinen Mitstreitern einen Siebener-Ausschuss als Leitungsgremium, zu dem neben Becker die bürgerlichen Raoul Bumballa-Burenau, Viktor Müllner, der Schriftsteller Georg Fraser, der Sozialdemokrat Eduard Seitz, der liberale Emil Oswald und als Vertreterin der Kommunisten Klotilda Hrdlicka gehörte.
Nach der Verhaftung Beckers am 28. Februar 1945 übernahm Bumballa-Burenau den Vorsitz im Siebener-Ausschuss und Franz Sobek wurde sein Stellvertreter.

## Das POEN
Im Dezember 1944 wurde aus Personen aus dem Netzwerk der O5 das sogenannte Provisorische Österreichische Nationalkomitee (POEN) gebildet, das den Kern einer zukünftigen provisorischen österreichischen Regierung darstellen sollte. Zu seinen Mitgliedern gehörten neben Becker Josef Ezdorf, Friedrich Maurig, Ernst Molden, Heinrich Otto Spitz, Alfons Stillfried, Alfred Verdross und Bertha Lemberger. Laut Fritz Molden sollen auch Adolf Schärf für die Sozialdemokraten und Viktor Matejka für die Kommunisten Mitglied des POEN gewesen sein. Beide hatten zwar Kontakte zur O5, bestritten aber, je Mitglied diese Gremiums gewesen zu sein, Matejka trat darüber hinaus erst im April 1945 der KPÖ bei.
Über seine Auslandsvertreter Ernst Lemberger und Franz Marek, die im März 1945 in London und Paris Gespräche mit Alliierten und Exilorganisationen führten, erreichte das POEN, dass es von den Alliierten im Laufe des Frühjahrs 1945 ernst genommen wurde.
Die Kontaktaufnahme von Oberfeldwebel Ferdinand Käs mit der 9. Gardearmee der 3. Ukrainische Front für Verhandlungen über die geplante kampflose Übergabe Wiens an die Rote Armee erfolgte aufgrund einer Vereinbarung über militärische Zusammenarbeit zwischen dem POEN und der Sowjetunion.
Verhaftungen vieler seiner Mitglieder in den ersten Monaten des Jahres 1945 verhinderte, dass das POEN nach dem Krieg politisch aktiv wurde.

## Kriegsende

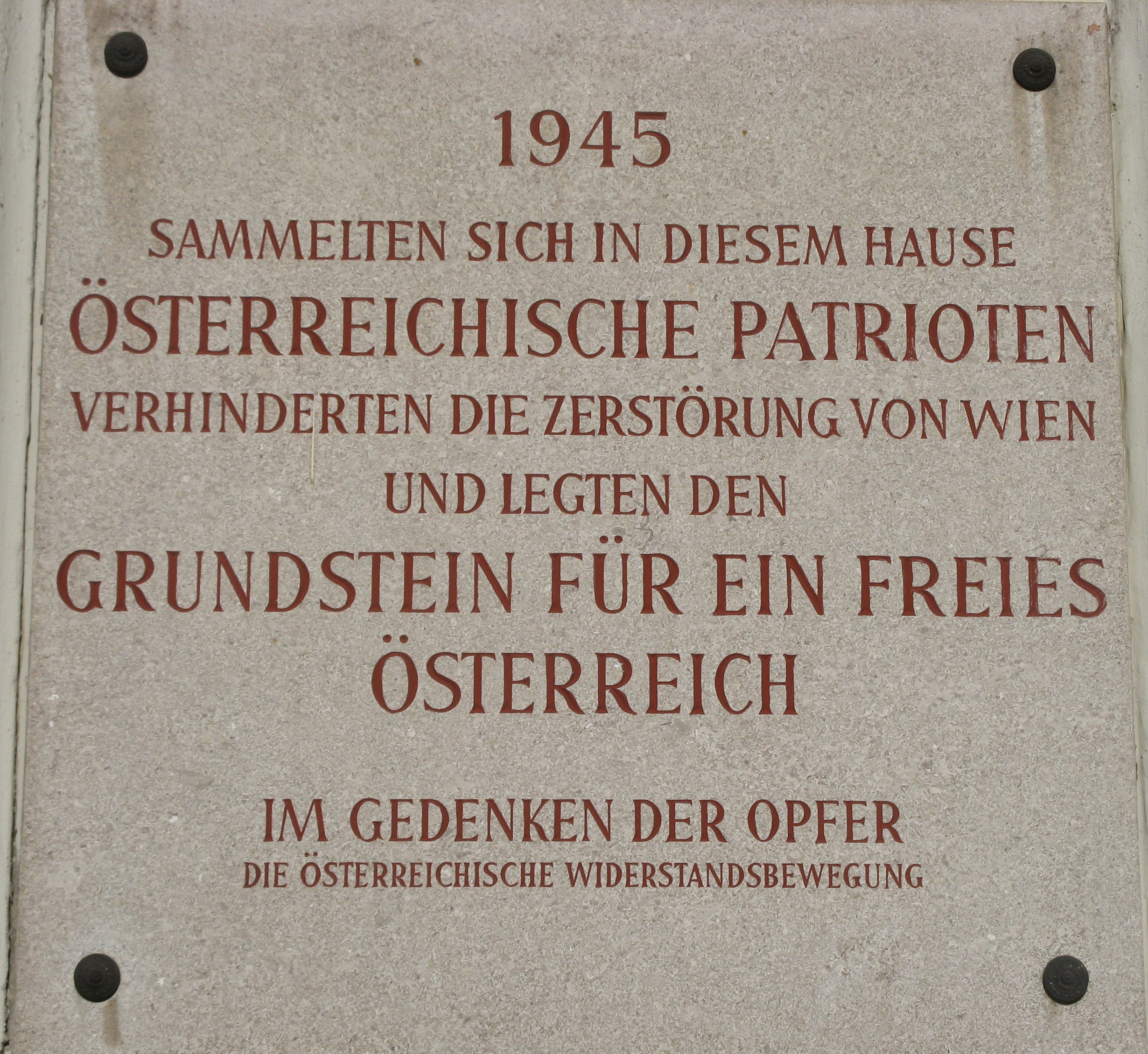
Gedenktafel am Palais Auersperg

Den Widerstandskämpfern wurde von Agathe Croÿ das Wiener Palais Auersperg für Treffen zur Verfügung gestellt, das sich in den letzten Kriegstagen zu einem Zentrum der O5 entwickelte. Schon während der Befreiung Wiens versuchte die O5 von hier aus ab 11. April 1945 neue Verwaltungsstrukturen für Wien aufzubauen.
Allerdings traf dieses Vorhaben auf Widerstand der drei neu im Aufbau befindlichen politischen Parteien, die sich schon auf die (im November 1945 abgehaltenen) ersten Nationalratswahlen der Zweiten Republik vorbereiteten und auf überparteiliche Einrichtungen keinen Wert legten: Adolf Schärf von der SPÖ meinte, in der Gruppe einen Haupteinfluss der Kommunisten zu erkennen, Lois Weinberger von der ÖVP ortete im Palais „verschiedenste Elemente“ und „zweifelhafte Gestalten“ und für Ernst Fischer von der KPÖ war dies eine „Bande von Gaunern, Schwindlern und naiven Leuten.“ Die Politiker sahen den Aufbau einer neuen Verwaltung als Aufgabe der Parteien und der Einfluss der – aus ihrer Sicht nicht legitimierten – Widerstandsbewegung sollte möglichst rasch ausgeschaltet werden. Der sowjetische Stadtkommandant von Wien Alexej Blagodatow befahl am 21. April 1945 die Registrierung öffentlicher und politischer Organisationen, was de facto die Auflösung der O5 bedeutete. Der spätere Bundespräsident Adolf Schärf hielt rückblickend fest, der Gruppe hätten politische Profis gefehlt.
Raoul Bumballa-Burenau wurde auf Vorschlag der ÖVP am 27. April 1945 in die Provisorische Staatsregierung Renner 1945 aufgenommen, wandte sich aber noch im gleichen Jahr von der ÖVP ab. In der auf Grund der Nationalratswahlen am 20. Dezember 1945 berufenen Bundesregierung Figl I war die ehemalige Widerstandsbewegung nicht mehr vertreten, einige ihrer Mitglieder integrierten sich in den neuen Parteien.

## Rezeption in der Zweiten Republik
Nach dem Krieg entwickelte sich in der öffentlichen Wahrnehmung aufgrund widersprüchlicher Zeitzeugenberichte und einer Forschungslage, in der noch nicht alle Quellen erschöpfend ausgewertet wurden, ein Bild der O5 als Dachorganisation aller österreichischer Widerstandsgruppen, deren Wirken und Einfluss deutlich überbewertet wurde. Somit entsprach der Ruf der O5 mehr ihrer propagandistisch überhöhten Selbstdarstellung gegenüber den Alliierten denn der Wirklichkeit. Diese Diskrepanz erwähnte Carl Szokoll bereits kurz nach dem Krieg:

„Ich konnte mich in den Kampftagen um die Befreiung Wiens davon überzeugen, dass der militärische sowie der politische Wert der O5 in keinem Verhältnis zu ihrer vorher geführten Propaganda stand. Mir ist auch in diversen Gesprächen mit O5-Führern nach der Befreiung Wiens keine einzige nennenswerte aktive Tat bekannt geworden.“

Wolfgang Neugebauer, der langjährige wissenschaftliche Leiter des Dokumentationsarchivs des österreichischen Widerstandes, schrieb zur O5:

„Die O5 kann nicht als die österreichisches Widerstandsbewegung dargestellt werden, wie es von manchen Zeitzeugen und Historikern getan wird; sie war, vor allem durch ihre politischen Ambitionen und alliierten Kontakte, eine der wichtigsten Widerstandsgruppen, aber keineswegs die Dachorganisation oder Leitungsgruppe des österreichischen Widerstands.“

Der Historiker Oliver Rathkolb bezeichnete die O5 als keine Organisation im eigentlichen Sinn des Wortes, sondern eher eine „ideologische Überorganisation“, die vor allem durch ihre Propagandawirkung bis ins Ausland bekannt geworden ist. Unbestreitbar sei aber, dass sie eine politische Kraft darstellte, die gegen das NS-Regime konspiriert hatte und zumindest in Wien über einen Apparat verfügte, der die Verwaltung nach der Befreiung neu hätte wiederaufnehmen können.

## Trivia
Im Film Der dritte Mann aus dem Jahre 1949 ist in der berühmten abschließenden Verfolgungssequenz im Kanalisationsnetz von Wien in einer Einstellung ein O5 auf der Kanalwand zu sehen.